# 山本まさみ
山本 まさみ（やまもと まさみ、旧芸名：山本ジュリー、1990年7月7日 - ）は、北海道札幌市出身の日本の女性ファッションモデルである。ホリプロ系列のモデルエージェンシー「ブース」に所属している。モデルとしてファッションショー、イベント、スチールを中心に活動し、2017年4月よりラジオDJも務める。

## 出演

### テレビ
- NHKネイチャリング北海道[2]

### CM
- ジョンソン・エンド・ジョンソン「コンタクトレンズ パートナーシップキャンペーン」篇[2]
- サッポロビール「TORIPLAN-イチバンボシ」篇[2]
- 日本マクドナルド「ふくめくり-みんなでめくる」篇[2]
- 三井アウトレットパーク[2]

### ラジオ
- YAMAMAN presents MUSIC SALAD FROM U-kari STUDIO（bayfm、2017年4月5日 - 2023年3月29日） - 水曜DJ[2]

### スチール
- アピア[2]
- JR TOWER SQUARE STYLE[2]
- eruca[2]
- SELECT SQUARE[2]

### 雑誌
- 自転車と旅[2]
- MTB日和[2]
- 富士山ブック2014[2]
- soto[2]

### ファッションショー
- Sapporo Collection 2009 - 2014[2]
- 毎日モードコレクション[2]
- 「日本の美を愛でる」着物ショー[2]
- 鈴乃屋 着物ショー[2]
- ステラコレクション[2]
- パセオコレクション[2]
- NHK札幌ファッションエボリューション[2]
- Arioファッションショー[2]
- グランマニエ ブライダルショー[2]
- パークホテル ブライダルショー[2]

### モーターショー
- 東京モーターショー2015 BMWブース[2]
- オートサロン2016 FALKENブース[2]